# Hồn ma Mae Nak
Hồn ma Mae Nak  (tiếng Thái: นาค รักแท้/วิญญาณ/ความตาย) là một bộ phim điện ảnh kinh dị về ma Thái Lan của đạo diễn và tác giả người Anh Mark Duffield. Phim có sự tham gia của Pataratida Pacharawirapong, Siwat Chotchaicharin và Porntip Papanai trong vai ma.

## Phân vai
- Pataratida Patcharawirapong vai Nak
- Siwat Chotchaicharin vai Mak
- Porntip Papanai vai Mae Nak
- Jaran Ngamdee vai Por Mak
- Meesak Nakarat vai Angel